# プラウス
プラウス（伊: Plaus ; 独: Plaus プラウス）は、イタリア共和国トレンティーノ＝アルト・アディジェ州ボルツァーノ自治県にある、人口約700人の基礎自治体（コムーネ）。

## 地理

### 位置・広がり
ボルツァーノ自治県中部、ブルグラヴィアート（ブルクグラーフェンアムト）地方 (Burggrafenamt) に属するコムーネ。メラーノから西南西へ約9km、県都ボルツァーノから北西へ約30km、州都トレントから北へ約65kmの距離にある。

#### 隣接コムーネ
隣接するコムーネは以下の通り。
- ラグンド
- ナトゥルノ
- パルチーネス

### 地勢
- 川: アディジェ川

## 住民

### 言語
| 言語集団調査（2011年） | 言語集団調査（2011年） | 言語集団調査（2011年） | 言語集団調査（2011年） | 言語集団調査（2011年） |
| ---------------------- | ---------------------- | ---------------------- | ---------------------- | ---------------------- |
|                        |                        |                        |                        |                        |
| ドイツ語               | ドイツ語               |                        | 97.58%                 | 97.58%                 |
| イタリア語             | イタリア語             |                        | 2.42%                  | 2.42%                  |
| ラディン語             | ラディン語             |                        | 0.00%                  | 0.00%                  |

2011年に行われた、住民がドイツ語・イタリア語・ラディン語のいずれの「言語集団」に属するかの調査によれば（ボルツァーノ自治県#言語集団調査参照）、住民の約98%がドイツ語話者である。